# Centre historique de la cavalerie et de l'artillerie au Fort de Seclin
Le centre historique de la cavalerie et de l'artillerie est un musée situé dans le fort de Seclin à Seclin.

## Historique
Le musée est installé dans le fort de Seclin, appelé fort Duhoux, qui fait partie d'une ceinture de forts construits autour de Lille. Fortifications lilloises du système Séré de Rivières, il fut construit entre 1873 et 1875. Depuis 1996, il est restauré par des particuliers qui, depuis octobre 2003, y ont ouvert un centre historique sur l'artillerie, la cavalerie et l'infanterie de 1870 à 1920, mais principalement sur la Première Guerre mondiale au cours de laquelle il fut un site stratégique méconnu, et où sont présentées de nombreuses pièces rares.